# Tadeusz Mańka

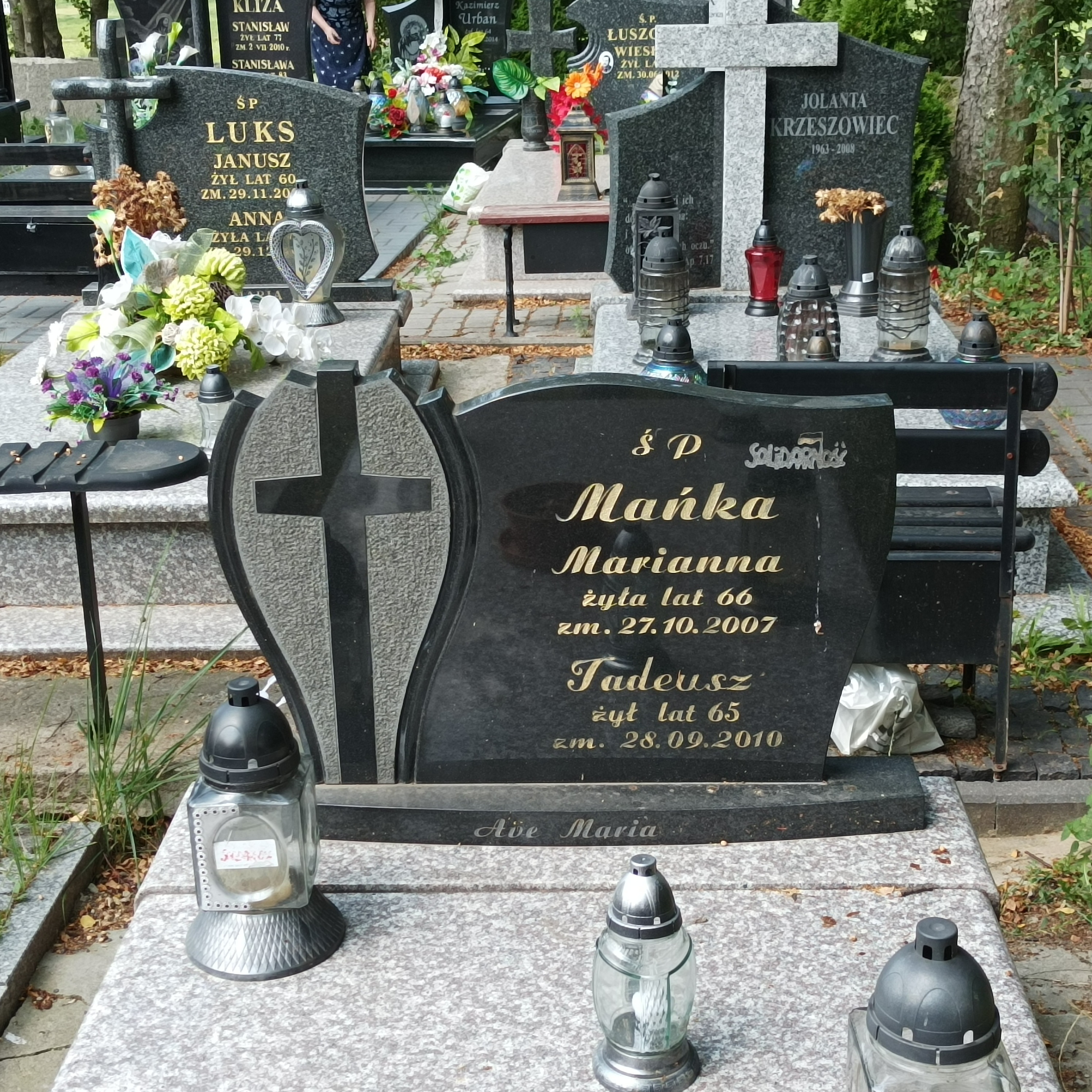
Grób Tadeusza Mańki na cmentarzu komunalnym na Majdanku w Lublinie

Tadeusz Stanisław Mańka (ur. 28 listopada 1944 w Lublinie, zm. 28 września 2010 tamże) – polski mechanik, poseł na Sejm X kadencji (1989–1991).

## Życiorys
Ukończył w 1970 Technikum Mechaniczno-Energetyczne w Lublinie. W latach 1963–1999 był zatrudniony w Fabryce Samochodów Ciężarowych w Lublinie. W 1980 wstąpił do Niezależnego Samorządnego Związku Zawodowego „Solidarność”. W grudniu 1981 uczestniczył w spacyfikowanym przez funkcjonariuszy Zmotoryzowanych Odwodów Milicji Obywatelskiej strajku w swoim zakładzie pracy. W latach 80. działał w podziemiu, za co został zwolniony z pracy. Przywrócono go na dawne stanowisko w czerwcu 1983 na mocy orzeczenia sądowego. W latach 1983–1989 był członkiem Tymczasowego Komitetu Zakładowego „S”, a w latach 1987–1989 jego przewodniczącym. Od 1985 był członkiem Tymczasowego Zarządu Regionu Środkowo-Wschodniego, pełnił także inne funkcje związkowe.
W 1989 został wybrany na posła na Sejm X kadencji z okręgu lubelskiego z poparciem Komitetu Obywatelskiego, w Sejmie należał do Obywatelskiego Klubu Parlamentarnego. W 1991 nie ubiegał się o reelekcję i wycofał się z działalności politycznej. W 2004 przeszedł na emeryturę.
W 2000 został odznaczony Złotym Krzyżem Zasługi.
Pochowany na cmentarzu komunalnym na Majdanku w Lublinie (kwatera S2F0/2/4).